# Aloys Obrist
Aloys Obrist, född 30 mars 1867 i San Remo, död 29 juni 1910 i Stuttgart, var en tysk musiker och musikolog. Han var bror till Hermann Obrist.
Obrist växte upp i Weimar, där han påbörjade musikstudier, vilka fortsattes i Berlin under Albert Becker. Han tog doktorsgraden 1892 på en avhandling om Melchior Franck. År 1895 blev han hovkapellmästare i Stuttgart och 1900 kustos vid Franz Liszt-museet i Weimar, men återvände några gånger till Stuttgart (senast som musikanmälare), där han på grund av olycklig kärlek begick självmord. Han var till sin död musiklitterärt verksam.